# Abraham Løkin
Abraham Løkin (* 16. Juni 1959 als Abraham Hansen in Fuglafjørður) ist ein ehemaliger färöischer Fußballspieler und derzeitiger -trainer. Der Färöische Fußballverband nannte ihn als färöischen Vertreter bei den UEFA Jubilee 52 Golden Players.

## Fußball

### Vereine
Løkin begann seine Karriere bei ÍF Fuglafjørður, mit denen er 1979 Landesmeister wurde. 1981 wechselte er nach Schweden zu IK Sleipner in die Division 2 und kehrte nach einem Jahr auf die Färöer zu NSÍ Runavík zurück, ehe er, abgesehen von einem einzigen Einsatz für ÍF, 1985 bei Odense BK unterschrieb und in der 1. Division, der damals höchsten Spielklasse Dänemarks, auflief. Nach der färöischen Zwischenstation bei NSÍ, mit denen er 1986 durch das Erzielen des Siegtreffers im Pokalfinale mit 2:1 gegen LÍF Leirvík gewann, spielte er noch für B36 Tórshavn und ÍF, ehe er 1989/90 wieder in Dänemark bei BK Frem Kopenhagen auflief. Wegen gesundheitlicher Probleme in der Familie kehrte Løkin auf die Färöer zurück und nach anderthalb Jahren in der zweiten Liga bei ÍF Fuglafjørður wechselte er zum Erstligisten B68 Toftir, mit denen er 1992 seinen zweiten Meistertitel feiern konnte. Damals spielte er unter anderen mit Øssur Hansen in einem Team. 1993 verließ Løkin noch einmal seine Heimat und ging nach Frankreich zum unterklassig spielenden US Boulogne, kehrte aber nach nur einer Saison wieder in die Heimat zu ÍF Fuglafjørður zurück. 1995 stand er nach einem weiteren Wechsel mit B68 Toftir im Pokalfinale gegen HB Tórshavn, welches mit 1:3 verloren wurde. Ab 1996 war Løkin bei NSÍ Runavík unter Vertrag. In der ersten Saison spielte er noch in der zweiten Liga und erreichte als Erstplatzierter den Aufstieg in die höchste Spielklasse, danach wurde er sowohl in der ersten und zweiten Liga eingesetzt. Zwischenzeitlich wurde er auch an B68 Toftir ausgeliehen. 1999 kehrte er noch einmal kurz zu ÍF Fuglafjørður zurück, ehe er die letzten Jahre bei NSÍ Runavík in der ersten und zweiten Mannschaft verbrachte, für die er nur wenige Spiele pro Saison absolvierte. 2003 beendete er mit 44 Jahren endgültig seine Karriere als Spieler.

### Nationalmannschaft
Løkin lief zwischen 1988 und 1994 22 Mal für die Nationalmannschaft auf, blieb dabei jedoch ohne Torerfolg. Sein erstes Spiel am 24. August 1988 gegen Island in Akranes, welches mit 0:1 verloren wurde, war zugleich das erste offizielle Länderspiel der Färöer. Als seinen größten Erfolg in seiner Karriere bezeichnet er selbst den 1:0-Erfolg gegen Österreich am 12. September 1990. Am 7. September 1994 bestritt er im Qualifikationsspiel zur EM 1996 gegen Griechenland sein letztes Spiel für die Nationalmannschaft, welches in Toftir mit 1:5 verloren wurde.

### Trainerlaufbahn
Løkin agierte bereits 1984 als Spielertrainer für NSÍ Runavík und wurde nach dem siebten Spieltag von Asbjørn Mikkelsen abgelöst. Ein weiteres Engagement ergab sich 1986, diesmal betreute Løkin die gesamte Saison NSÍ als Spielertrainer. 1989 wiederholte sich dies bei ÍF Fuglafjørður an der Seite von Páll Guðlaugsson. In den nächsten beiden Jahren half er noch bei insgesamt drei Pokalspielen als Trainer aus.
Für einige Jahre betreute Løkin die U19-Auswahl der Färöer. Anfang 2008 war er zusätzlich übergangsweise für die erste Mannschaft von ÍF Fuglafjørður verantwortlich. Ab dem 15. Spieltag der Saison 2009 assistierte er Jón Simonsen als Trainer derselben Mannschaft, in der nächsten Saison war er alleine dafür verantwortlich. 2010 stand er mit ÍF Fuglafjørður im färöischen Pokalfinale, welches mit 0:1 gegen EB/Streymur verloren wurde. In den letzten beiden Saisons belegte er in der Liga jeweils den siebten Platz. Nach dem zehnten Spieltag der Saison 2011 trat Løkin von seinem Amt als Trainer aufgrund beruflicher Gründe zurück. Zur Saison 2013 kehrte er bei NSÍ Runavík wieder ins Traineramt zurück. Nach dem 15. Spieltag verließ er den Verein, um in Norwegen arbeiten zu können.
2017 betreute Løkin die U18 von NSÍ Runavík. In dieser Saison erreichte er das Pokalfinale, welches im Elfmeterschießen gegen HB Tórshavn verloren wurde. In der Endrunde zur Meisterschaft gelang die Vizemeisterschaft. Zudem half er für ein Spiel der zweiten Mannschaft in der 1. Deild als Trainer aus.

### Erfolge
- 2× Färöischer Meister: 1979, 1992
- 1× Färöischer Pokalsieger: 1986

## Persönliches
Von Beruf ist Abraham Løkin ursprünglich Lebensmitteltechniker. Er arbeitete als Qualitätsprüfer in der Fischindustrie. Seine Söhne Bogi (* 1988) und Karl (* 1991) sind ebenfalls Fußballspieler. Bogi erzielte am 11. Oktober 2008 die 1:0-Führung bei einer Neuauflage des Klassikers Färöer–Österreich und gilt seitdem als „Nationalheld“.